# Ach bleib mit deiner Gnade

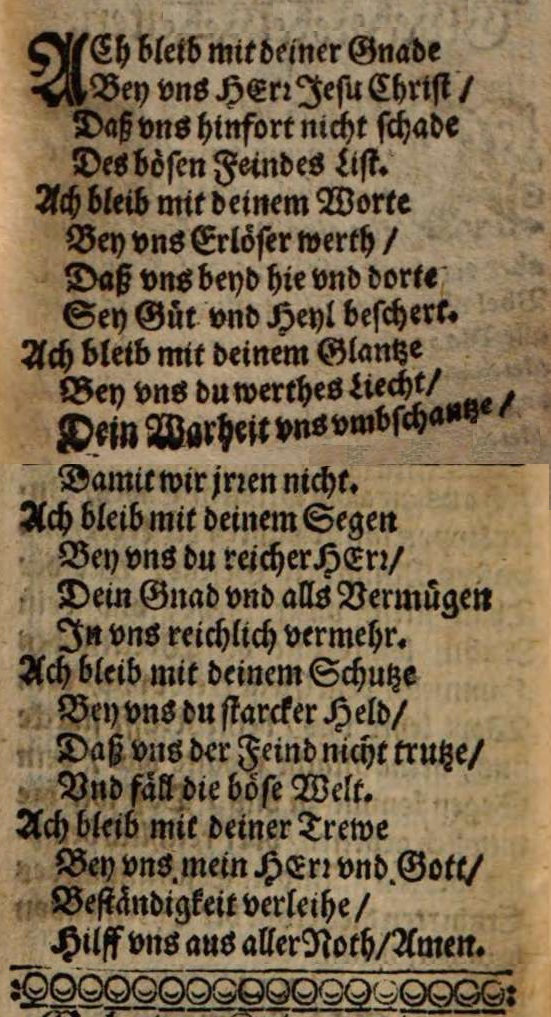
Ach bleib mit deiner Gnade in Stegmanns Ernewerte Hertzens-Seufftzer (Lüneburg 1633)

Ach bleib mit deiner Gnade ist ein geistliches Lied mit einem Text von Josua Stegmann, einem lutherischen Theologen an der Universität Rinteln, aus dem Jahr 1627. Im Evangelischen Gesangbuch ist es unter der Nummer 347, im katholischen Gotteslob (ohne Stegmanns Strophe 5) unter der Nr. 436, im Evangelisch-Lutherischen Kirchengesangbuch² der SELK unter Nr. 276 und im Mennonitischen Gesangbuch unter  Nr. 149 zu finden. Es gehört zu den ökumenischen Kirchenliedern.
Die Melodieⓘ wurde von dem Lied Christus, der ist mein Leben (1609; EG 516; GL 507) von Melchior Vulpius übernommen, die sich zu einer „Hauptmelodie des protestantischen Gemeindegesangs“ entwickelte. Auf dieselbe Melodie wird auch das Lied Nun schreib ins Buch des Lebens (Text: Straßburg 1850; EG 207) gesungen. Katholischen Gottesdienstbesuchern ist die Melodie auch von dem Lied Beim letzten Abendmahle bekannt (Text Christoph von Schmid 1807; GL 282).

## Entstehung
Josua Stegmann war 1621, während des Dreißigjährigen Kriegs, als Professor an die neugegründete Universität in Rinteln berufen worden. Im Frühjahr 1623 wurde die Stadt von den Truppen des Herzogs Christian von Braunschweig-Lüneburg überfallen, geplündert und ein halbes Jahr besetzt. Zusätzlich zu den Kriegswirren herrschte seit Mitte der 1620er Jahre die Pest in Rinteln.
Das Lied Ach bleib mit deiner Gnade wurde 1627 in der zweiten Auflage von Stegmanns Christlichem Gebet Büchlein veröffentlicht, das nach seinem ausführlichen Titel für die bevorstehenden Notzeiten geistlichen Beistand bieten sollte. Eine erste Auflage des Buches, vermutlich von 1626, ist verloren gegangen.

## Inhalt
Der in jeder Strophe vorkommende Text („Ach bleib … bei uns“) ist – wie bei vielen Liedern zum altkirchlichen Vers Mane Nobiscum Domine (Herr, bleibe bei uns) – ein Zitat des Emmausthemas: Bleib bei uns, denn es will Abend werden … (Lk 24,29 ).
Die sechs bittenden Strophen folgen einer wiederkehrenden Struktur. Der Lehrer Otto Pröschold meint, einen biblischen Hintergrund der Abfolge Gnade – Wort – Glanz – Segen – Schutz – Treue aus 1 Kor 1,4–9  ableiten zu können.

## Rezeption
Heinrich Schütz schrieb einen Chorsatz zu dem Lied (SWV 445). Weitere musikalische Bearbeitungen stammen unter anderem von Wilhelm Rudnick (op. 70,1) und Sigfrid Karg-Elert (Symphonischer Choral Ach bleib mit deiner Gnade; op. 87,1).
Für die Gesangbuch-Kommission der Evangelischen Kirche in den Königlich Preußischen Landen erstellte Gottfried August Ludwig Hanstein 1819 eine Neufassung des Textes, die der Theologie Friedrich Schleiermachers folgte und sich weit vom Originaltext entfernte. Diese Fassung wurde im 19. Jahrhundert in mehreren Gesangbüchern abgedruckt, konnte sich aber nicht auf Dauer durchsetzen. Im ersten gesamtdeutschen evangelischen Gesangbuchentwurf Deutsches Evangelisches Kirchen-Gesangbuch in 150 Kernliedern von 1854 steht Ach bleib mit deiner Gnade originalgetreu.
Die Jazzmusiker Till Brönner (Flügelhorn) und Dieter Ilg (Kontrabass) nahmen das Lied 2018 in ihr Album Nightfall auf.

## Übersetzung
Catherine Winkworth übersetzte das Lied 1863 unter dem Titel Abide among us with Thy grace ins Englische. Dabei veränderte sie das Strophenschema, sodass der Text mit verschiedenen anderen Melodien, aber nicht mit der im deutschen Sprachraum gebräuchlichen Verbreitung fand.